# دارکوب نوارسبز
دارکوب نوارسبز یا فلیکر نوارسبز (نام علمی: Colaptes melanochloros) گونه‌ای از پرندگان در زیرتیرهٔ Picinae از خانواده دارکوبان (Picidae) است که در آرژانتین، بولیوی، برزیل، پاراگوئه و اروگوئه یافت می‌شود.
انجمن پرنده‌شناسی آمریکا، کمیته بین‌المللی پرنده‌شناسی، و طبقه‌بندی کلمنتز پنج زیرگونه را به دارکوب نوارسبز اختصاص می‌دهند.
- C. m. melanochloros (Gmelin، 1788)
- C. m. nattereri (مالهربه، 1845)
- C. m. melanolaimus (مالهربه، 1857)
- C. m. nigroviridis (گرانت، CHB، 1911)
- C. m. leucofrenatus Leybold، 1873